# Gerard z Clairvaux
Gerard z Clairvaux (ur. ?, zm. 13 października 1138 w Clairvaux) – błogosławiony, cysters.

## Życiorys
Był synem Tecelina z Fontaine i Alety z Montbard. Miał sześcioro rodzeństwa: Gwidona, Bernarda, Humbelinę, Andrzeja, Bartłomieja i Niwarda. W młodości chciał zostać rycerzem, ale pod wpływem swego brata, Bernarda dołączył do zakonników z opactwa Cîteaux. Na zmianę obranej drogi życiowej Gerarda zdaniem bollandystów miała wpłynąć przepowiedziana przez Bernarda z Clairvaux rana od włóczni, którą odniósł we wskazanym czasie, podczas oblężenia zamku w Grancey. Wiadomo, że w 1115 roku był jednym z tych, którzy zakładali opactwo Clairvaux, a w kolejnych latach pełnił obowiązki szafarza i pracował fizycznie zajmując się warzywnikiem, ogrodem, a także jako kowal i murarz. Na polecenie brata uczestniczył też w jego podróżach. Zachorował w czasie powrotu z Rzymu, gdzie towarzyszył Bernardowi wezwanemu przez papieża Innocentego II. Choroba, na którą zapadł w Viterbo dzięki modlitwie brata miała ustąpić, ale po powrocie do Clairvaux jej nawrót stał się przyczyną jego śmierci. Zmarł śpiewając psalm 148 co było inspiracją do napisania przez św. Bernarda mowy uważanej za jedną z najpiękniejszych fragmentów Doktora Miodopłynnego.
Kult czczonego przez cystersów błogosławionego Gerarda zaaprobowano w 1702 roku.
Martyrologium Romanum upamiętnia go 13 czerwca.